# Magnolia obovalifolia
Magnolia obovalifolia este o specie de plante din genul Magnolia, familia Magnoliaceae. A fost descrisă pentru prima dată de Cheng Yih Wu și Yuh Wu Law, și a primit numele actual de la Venkatachalam Sampath Kumar. Conform Catalogue of Life specia Magnolia obovalifolia nu are subspecii cunoscute.